# British Jazz Awards
Die British Jazz Awards sind ein jährlich seit 1987 vergebener britischer Jazzpreis, in Großbritannien auch als Jazz Oscars bekannt. Es werden Preise für die einzelnen Instrumente, Alben, Big Band, Small Group, Nachwuchstalent (Rising Star), Medien und Verdienste um den britischen Jazz vergeben. Bis 1995 wurde der Preis in Birmingham verliehen, dann mit dem Wechsel des Sponsors bis 2004 in London (wo die Verleihung im Gebäude der BAFTA jeweils großes Medieninteresse fand), später auch an verschiedenen Orten in Großbritannien. Gewählt wird mit öffentlich in Schallplattenläden, Jazzfestivals, Jazzclubs und über Medien verteilte Stimmzetteln (2005, als der Preis wieder in Birmingham verliehen wurde,  wurden z. B. 20.000 verteilt), teilweise später auch mit Online-Stimmabgabe.
Die Verleihung wird in jüngster Zeit (zum Beispiel 2007, 2010) von Big Bear Music organisiert und von Jazz Rag Magazine und UK Jazz Radio gesponsert (2011).

## Preisträger

### 2005
- Klavier: Gwilym Simcock
- Gesang: Clare Teal

### 2007
- Trompete: Guy Barker[2]
- Posaune: Dennis Rollins
- Klarinette: Alan Barnes
- Altsaxophon: Soweto Kinch
- Tenorsaxophon: Karen Sharp
- Gitarre: Martin Taylor
- Klavier: David Newton
- Bass: Alec Dankworth
- Schlagzeug: Ralph Salmins
- Sonstige Instrumente: Jim Hart (Vibraphon)
- Gesang: Clare Teal
- Rising Star: Karen Sharp
- Big Band: BBC Big Band
- Small Group: Stan Tracey Trio
- Neue CD: Abram Wilson Ride ! Ferris Wheel (Dune Records)
- CD Reissue: Tubby Hayes The Little Giant (Proper Records)
- Media: theJazz  (privater britischer Jazzsender)
- Services to British Jazz: George Melly

### 2008
- Trompete: Bruce Adams[3]
- Posaune: Alan Barnes
- Klarinette: Alan Barnes
- Altsaxophon: Alan Barnes
- Tenorsaxophon: Art Themen
- Gitarre: Martin Taylor
- Klavier: David Newton
- Bass: Dave Green
- Schlagzeug: Steve Brown
- Sonstige Instrumente: Jim Hart (Vibraphon)
- Gesang: Val Wiseman
- Rising Star: Freddie Gavita (Trompete)
- Big Band: Back to Basie
- Small Group: Digby Fairweather's Half Dozen
- Neue CD: Humphrey Lyttelton Cornucopia 2 (Calligraph)
- CD Reissue: Humphrey Lyttelton Bad Penny Blues (Lake)

### 2009
- Trompete: Guy Barker
- Posaune: Mark Nightingale
- Klarinette: Alan Barnes
- Altsaxophon: Alan Barnes
- Tenorsaxophon: Karen Sharp
- Gitarre: Martin Taylor
- Klavier: David Newton
- Bass: Andrew Cleyndert
- Schlagzeug: Steve Brown
- Sonstige Instrumente: Alan Barnes (Baritonsaxophon)
- Gesang: Claire Martin
- Rising Star: Amy Roberts
- Big Band: Back to Basie
- Small Group: Digby Fairweathers Half Dozen
- Neue CD: Humphrey Lyttelton Cornucopia 3 (Calligraph)
- CD Reissue: Humphrey Lyttelton Humph Experiments (Lake)

### 2010
- Trompete Guy Barker
- Posaune Mark Nightingale
- Klarinette, Altsaxophon Alan Barnes
- Tenorsaxophon Karen Sharp
- Klavier Craig Milverton
- Gitarre Martin Taylor
- Bass Dave Green
- Schlagzeug Steve Brown
- Sonstige Instrumente: Alan Barnes (Baritonsaxophon)
- Gesang Claire Martin
- Aufstrebendes Talent (Rising Star) Kit Downes
- Bigband Back to Basie
- Kleine Gruppe Digby Fairweather´s Half Dozen
- neue CD:  Scott Hamilton, Alan Barnes: Hi-Ya (Woodville)
- Reissue CD: Tubby Hayes Jazz Genius (Fantastic Voyage)

### 2011
- Trompete: Bruce Adams
- Posaune: Mark Nightingale
- Klarinette und in der Sparte Altsaxophon: Alan Barnes
- Tenorsaxophon: Simon Spillett
- Klavier: David Newton
- Gitarre: Martin Taylor
- Bass: Dave Green
- Schlagzeug: Steve Brown
- Sonstige Instrumente: Alan Barnes (Baritonsaxophon)
- Gesang: Val Wiseman
- Aufstrebendes Talent: (Rising Star) Amy Roberts
- Big Band: Back to Basie
- Small Group: Digby Fairweather´s Half Dozen
- neue CD:  Bateman Brothers Band: Now You has Jazz (Lake)
- Reissue CD: Tubby Hayes Three Classic Albums Plus (Avid)

### 2012
- Trompete: Enrico Tomasso
- Posaune: Mark Nightingale
- Klarinette und in der Sparte Altsaxophon: Alan Barnes
- Tenorsaxophon: Karen Sharp
- Klavier: David Newton
- Gitarre: Martin Taylor
- Bass: Alec Dankworth
- Schlagzeug: Steve Brown
- Sonstige Instrumente: Courtney Pine (Sopransaxophon)
- Gesang: Liane Carroll
- Aufstrebendes Talent: (Rising Star) Jamie Brownfield
- Big Band: SNJO
- Small Group: Digby Fairweather´s Half Dozen
- neue CD: Derek Nash Acoustic Quartet: Joyriding (Jazzizit)
- Reissue CD: Stan Tracey Leader and Sideman (Avid)

### 2013
- Trompete: Enrico Tomasso
- Posaune: Mark Nightingale
- Klarinette und in der Sparte Altsaxophon: Alan Barnes
- Tenorsaxophon: Bobby Wellins
- Klavier: Garreth Williams
- Gitarre: Jim Mullen
- Bass: Dave Green
- Schlagzeug: Steve Brown
- Sonstige Instrumente: Jim Hart (Vibraphon)
- Gesang: Anita Wardell
- Aufstrebendes Talent: (Rising Star) Tim Thornton
- Big Band: BBC Big Band
- Small Group: Digby Fairweather´s Half Dozen
- neue CD:  Claire Martin: Too Much in Love to Care (Linn)
- Reissue CD: Stan Tracey Three Classic Albums Plus (Avid)

### 2014
- Trompete: Steve Waterman
- Posaune: Mark Nightingale
- Klarinette: Alan Barnes
- Altsaxophon: Soweto Kinch
- Tenorsaxophon: Karen Sharp
- Klavier: Dave Newton
- Gitarre: Jim Mullen
- Bass: Alec Dankworth
- Schlagzeug: Steve Brown
- Sonstige Instrumente: Jim Hart (Vibraphon)
- Gesang: Liane Caroll
- Aufstrebendes Talent: (Rising Star) Reuben James
- Big Band: BBC Big Band
- Small Group: Digby Fairweather´s Half Dozen
- neue CD:  Martin Taylor/Alan Barnes: Two for the Road (Woodville)
- Reissue CD: Stan Tracey Three Classic Albums (Avid)

### 2015
- Trompete: Guy Barker
- Posaune: Mark Nightingale
- Klarinette: Alan Barnes
- Altsaxophon: Nigel Hitchcock
- Tenorsaxophon: Karen Sharp
- Klavier: Zoe Rahman
- Gitarre: Jim Mullen
- Bass: Alec Dankworth
- Schlagzeug: Clark Tracey
- Sonstige Instrumente: Amy Roberts (Flöte)
- Gesang: Clare Teal
- Aufstrebendes Talent: (Rising Star) Laura Jurd
- Big Band: BBC Big Band
- Small Group: Digby Fairweather´s Half Dozen
- neue CD:  Liane Carrol: Seaside (Linn Records)
- Reissue CD: Johnny Dankworth Duet for 16 (Vocalion)

### 2016
- Trompete: Rico Tomasso
- Posaune: Mark Nightingale
- Altsaxophon: Soweto Kinch
- Tenorsaxophon: Alex Garnett
- Gitarre: Nigel Price
- Bass: Alec Dankworth
- Gesang: Liane Carroll
- Verschiedene Instrumente: Ross Stanley (Orgel)
- Klarinette: Alan Barnes
- Piano: Jason Rebello
- Drums: Clark Tracey
- Rising Star: Alexander Bone
- Small Group: Digby Fairweather's Half Dozen
- Big Band: Echoes of Ellington
- Album des Jahres: Held von Jason Rebello
- Album des Jahres (Wiederveröffentlichung): Tubby Hayes – Split Kick Live in Sweden 1972
- Services to Jazz: Simon Spillett[4]

### 2017
- Trompete: Freddie Gavita
- Posaune: Mark Nightingale
- Klarinette: Alan Barnes
- Altsaxophon: Soweto Kinch
- Tenorsaxophon: Karen Sharp
- Piano: Nikki Iles
- Gitarre: Martin Taylor
- Bass: Alec Dankworth
- Drums: Clark Tracey
- Verschiedene Instrumente: Ross Stanley (Orgel)
- Gesang: Clare Teal
- Rising Star: Rory Ingham
- Small Group: Nigel Price Organ Trio
- Big Band: Scottish National Jazz Orchestra
- Album des Jahres: The Lowest Common Denominator von Gilad Atzmon/Alan Barnes
- Album des Jahres (Wiederveröffentlichung): Humphrey Lyttelton – Dusts off the Archives[5]

### 2018
- Trompete: Enrico Tomasso
- Posaune: Mark Nightingale
- Klarinette: Alan Barnes
- Altsaxophon: Alan Barnes
- Tenorsaxophon: Karen Sharp
- Piano: Dave Newton
- Gitarre: Jim Mullen
- Bass: Dave Green
- Drums: Winston Clifford
- Verschiedene Instrumente: Courtney Pine (Sopransaxophon)
- Gesang: Claire Martin
- Rising Star: Alexandra Ridout
- Small Group: Kansas Smitty’s House Band
- Big Band: Gareth Lockrane Big Band
- Album des Jahres: Ask Me Now von Alan Barnes & Dave Newton
- Album des Jahres (Wiederveröffentlichung): Humphrey Lyttelton – Sir Humph’s Delight[6]

### 2019
- Trompete: Enrico Tomasso
- Posaune: Mark Nightingale
- Klarinette: Julian Marc Stringle
- Altsaxophon: Alan Barnes
- Tenorsaxophon: Karen Sharp
- Piano: Dave Newton
- Gitarre: Jim Mullen
- Bass: Dave Green
- Drums: Steve Brown
- Verschiedene Instrumente: Courtney Pine (Sopransaxophon)
- Gesang: Sara Dowling
- Rising Star: Alex Clarke
- Small Group: Digby Fairweather’s Half Dozen
- Big Band: Echoes of Ellington
- Album des Jahres: Plus Eleven von Alan Barnes
- Album des Jahres (Wiederveröffentlichung): Soho Scene ’59-60 (Rhythm & Blues Records)[7]

### 2020
ausgefallen